# Philippe Lalanne
Pour les articles homonymes, voir Lalanne.
Philippe Lalanne (né le 7 août 1965 à Langon en Gironde) est un footballeur français, qui évoluait au poste de milieu offensif.

## Biographie
Philippe Lalanne joue deux matchs en Division 1, et 179 matchs en Division 2, marquant 30 buts.

## Palmarès
Girondins de Bordeaux
- Championnat de France D2 (1) :
  - Champion : 1991-92.